# Paul Dickenson
Paul Dickenson (Northumberland, Inglaterra; 4 de diciembre de 1949 – 26 de noviembre de 2024) fue un atleta inglés especialista en lanzamiento de martillo y lanzamiento de disco.

## Carrera
Participó en dos ediciones de los Juegos Olímpicos, la primera de ellas fue en Montreal 1976 donde terminó en la posición 14 en lanzamiento de martillo con 68,52 metros y quedó eliminado en la primera ronda. Su segunda aparición fue el Moscú 1980 donde terminó en la posición 15 con una distancia de 64,22 metros.
También participó en dos ediciones de los Juegos de la Mancomunidad como representante de Inglaterra en lanzamiento de martillo, la primera de ellas fue en Edmonton 1978 donde terminó en cuarto lugar a metro y medio de la medalla de bronce, y en la edición de Brisbane 1982 terminó en quinto lugar.

## Vida personal
Como maestro de escuela, Dickenson trabajó tanto a nivel público como privado antes de trabajar para BBC Television. Fue comentarista para las transmisiones de los Juegos Olímpicos de Invierno a partir de 1992. También fue comentarista en las transmisiones de atletismo, baloncesto, voleibol, levantamiento de pesas, piragüismo, esquí, vela, bobsleigh, skeleton, luge, esquí de fondo, patinaje de velocidad sobre hielo y salto en esquí. También fue comentarista y a veces presentador para la BBC en las trasmisiones del World's Strongest Man por más de una década.

## Récords
| Evento                  | Distancia | Año  |
| ----------------------- | --------- | ---- |
| Lanzamiento de martillo | 73.20 m   | 1976 |
| Lanzamiento de disco    | 50.78 m   | 1980 |